# Aristolochiaceae
Las aristoloquiáceas (Aristolochiaceae) son una familia de angiospermas del orden Piperales. Consta de 7 géneros y unas 500 especies, que se distribuyen por las regiones tropicales y la holártica templada.

## Descripción
Esta familia presenta características tales como:
- Hierbas rizomatosas o trepadoras leñosas, perennes. Tubérculos hipocotiledonares presentes en algunas especies adaptadas a fuertes cambios climáticos estacionales. Eleocitos presentes en diversas partes de la planta, sobre todo en la epidermis foliar, con aceites esenciales. Indumento de pelos uniseriados, la célula apical a veces uncinada.
- Hojas alternas (pseudoopuestas en Asarum), dísticas, simples, enteras, 2-3-lobuladas, palmatilobadas o pedadas, pecioladas, base frecuentemente cordiforme, sin estípulas (a veces aparecen ramitas cortas axilares con escamas sésiles que parecen estípulas intrapeciolares, denominadas pseudoestípulas), vernación conduplicada. Estomas anomocíticos.
- Tallos con ramificación monopódica o simpódica, los nudos 3-lacunares.
- Flores solitarias o en ripidios, terminales o axilares, frecuentemente caulifloras o ramifloras, perfectas, usualmente epíginas, raramente semiepíginas o casi hipóginas, básicamente trímeras. Perianto univerticilado (2-verticilado en Saruma), usualmente gamotépalo, 1-3-mero, rara vez 6-mero, actinomorfo o zigomorfo. Androceo de (4-)5-12(-40 o más) estambres en 1-4 verticilos, usualmente 6 o 12 en 1 o 2 verticilos, libres, o monadelfos, o soldados al estilo formando un ginostemo, anteras con 2 tecas extrorsas o las exteriores casi latrorsas, cada teca 2-esporangiada, dehiscencia por hendidura longitudinal, conectivo frecuentemente prominente apicalmente. Gineceo sincárpico (apocárpico en Saruma), con 4-6 lóculos, ínfero o semiínfero, estilo único con 3-6 lóbulos o muy ramificados (estílulos separados en Saruma), estigma variado, no capitado, seco o húmedo, papiloso, óvulos 4-50(-100) por carpelo, horizontales o péndulos, anátropos, apótropos, bitégmicos, crasinucelados, placentación parietal en los ovarios uniloculares, central o axial en los pluriloculares.

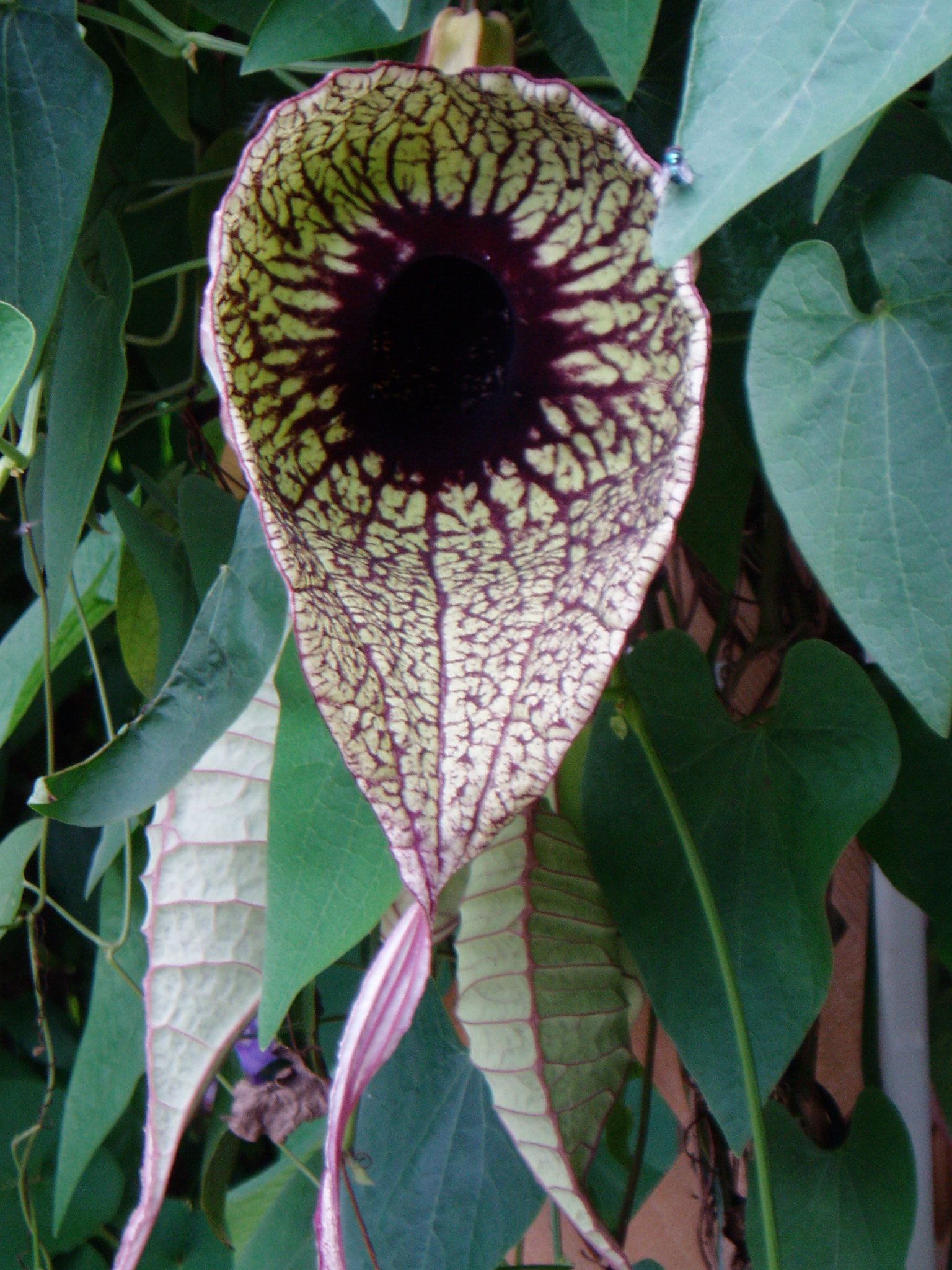
Flor de Aristolochia grandiflora.

- Fruto en cápsula septicida y valvular o de dehiscencia irregular, plurifolículo en Saruma, baya indehiscente, bastante seca y de paredes gruesas en Pararistolochia, esquizocarpo en Aristolochia del tipo Euglypha.
- Semillas con endospermo abundante, oleoso, sin almidón, a veces ruminado, embrión muy pequeño; rafe a veces formando un eleosoma ariloide.
- Polen inaperturado, tectado, ectexina granular-columelada, excepto en Saruma (polen semitectado-reticulado con sulcus reducido) y en algunas especies de Asarum y en Isotrema punjabense con granos poliforados o más raramente policolpados, una adquisición derivada.
- Número cromosómico: Asarum presenta cromosomas muy grandes; 2n = 24-52 tendiendo en formas avanzadas a 8-28; se conocen los siguientes números: en Asaroideae: n = 6, 12, 13, 18, 20, 26; en Aristolochioideae: (4-)6-7(-28). Se supone que x = 7.

## Ecología

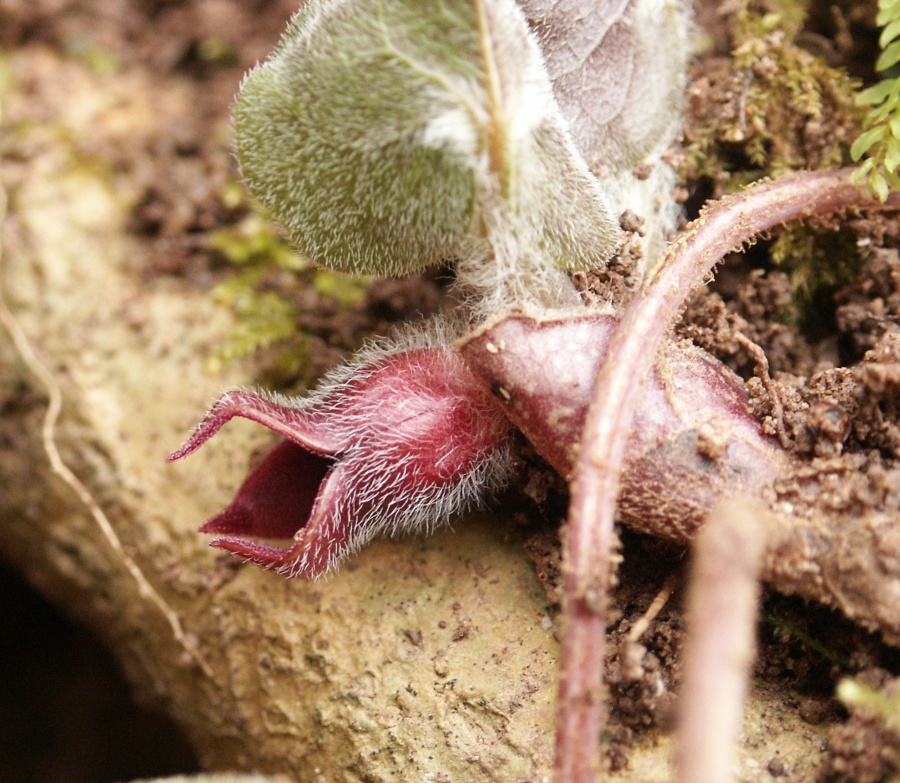
Asarum europaeum.

Algunas especies producen hojas aposemáticas que remedan las de otras plantas (p. ej.Passiflora), lo que parece tener que ver con la dependencia de las orugas de las mariposas del género Battus (Papilionidae) de estas plantas. Esta adaptación puede ser también el motivo de las hojas palmado-pedadas de Isotrema platanifolia y de algunas especies de Aristolochia mexicanas con hojas variables.
Flores usualmente protóginas, polinización normalmente a cargo de dípteros (Fungivora, Ceratopogonidae, Milichiidae, Chloropidae). Las flores llevan frecuentemente osmóforos para atraer a los polinizadores, produciendo olores a carroña, almizclados, frutales, mohosos o a orina, desarrollando estructuras que imitan hongos, con coloraciones contrastadas de púrpura, negro y pardo con amarillo y verde, como de sustancias en descomposición; el tubo del perianto a veces se convierte en una trampa que retiene a los visitantes mediante estrechamientos basales de abertura pequeña que dan a una cámara final (utrículo) con pubescencia araneiforme y nectarios o pelos uncinados), aceites resbaladizos o ramentos tiesos que solo los liberan tras la polinización.
Existe autogamia en algunas especies de estructura floral sencilla, como Asarum europaeum. La dispersión es fundamentalmente mirmecócora en las especies en que el rafe de la semilla desarrolla un eleosoma. En las demás especies la dispersión es anemócora y las semillas presentan frecuentemente alas o expansiones membranosas. La epizoocoria se conoce en especies con semillas pequeñas y pegajosas, como Aristolochia odoratissima y la hidrocoria en Aristolochia clematitis, Aristolochia cornuta y Aristolochia weddellii, mientras que la endozoocoria está documentada en Pararistolochia triactina, la pulpa de cuyos frutos huele a banana y sabe como a chirimoya.
La mayoría de las especies tropicales viven en hábitats mesófilos de selva, mientras que las formas de zonas templadas están adaptadas a cambios de temperatura estacionales. Es notable la asociación trófica con diferentes géneros de mariposas (Papilionidae) en diferentes regiones, p. ej., Battus en Norteamérica, Archon y Zerynthia en la Paleártica y varios géneros más en Asia oriental.

## Fitoquímica
La subfamilia Asaroideae es rica en lignoides en contraste con Aristolochioideae, rica en alcaloides basados en la benzilisoquinolina, p. ej. el ácido aristolóquico. Flavonoles presentes. Se ha registrado la presencia de inulina en Aristolochia.

## Usos
Debido a las sustancias con actividad farmacológica que contienen, las especies de esta familia han jugado y juegan un papel importante en las diferentes farmacopeas, principalmente Asarum por los aceites esenciales de sus rizomas, ricos en sesquiterpenos y fenilpropanoides y las Aristolochioideae debido al ácido aristolóquico, derivado de los alcaloides del tipo de las aporfinas. El ácido aristolóquico es nefrotóxico y carcinogénico. Su ingestión se ha asociado a un cuadro clínico caracterizado por fibrosis intersticial renal rápidamente progresiva (nefropatía por hierbas chinas) que conduce de forma rápida a la insuficiencia renal crónica, junto con la aparición de tumores uroteliales del tracto urinario superior. De forma tradicional, estas sustancias se han usado en obstetricia (de ahí deriva el nombre del género Aristolochia, que significa buen parto), y para curar picaduras de serpientes y escorpiones. Aunque se hayan atribuido diferentes propiedades terapéuticas a los extractos de algunas de estas especies, no existe ninguna evidencia científica que lo soporte. Algunas especies de Asarum y Aristolochia se cultivan como ornamentales.

## Posición sistemática
Las aristoloquiáceas son un grupo primitivo de angiospermas. Usualmente se las ha relacionado con las anonáceas por los caracteres que se han demostrado plesiomorfos; por otros caracteres, como la gamotepalia, la monadelfia y las peculiaridades de las semillas, se la ha relacionado también con las miristicáceas. Las estructuras que la relacionaban con las raflesiáceas, como el diafragma, los procesos estilares y la cubierta seminal han sido descartadas como meras convergencias por los análisis de filogenia molecular, que demuestran que forma un clado con las lactoridáceas y las hidnoráceas (Neinhuis et al., 2005, ver referencia). El APW (Angiosperm Phylogeny Website) considera que forma parte del orden Piperales, siendo el grupo hermano de las lactoridáceas (cf. AP-website).

## Taxones incluidos
Introducción teórica en Taxonomía

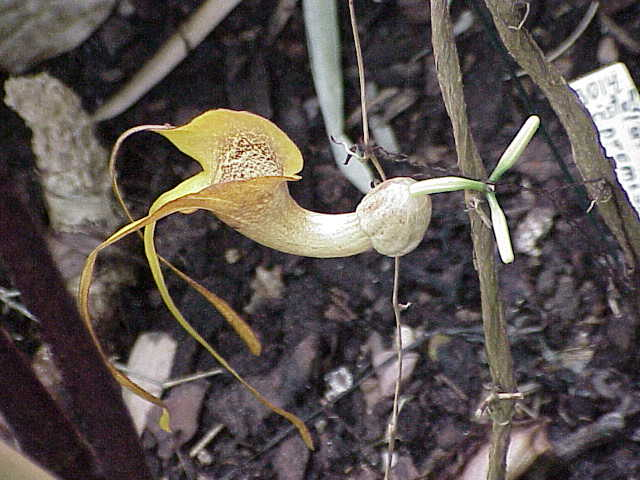
Flor de Pararistolochia promissa.

La familia se divide claramente en dos subfamilias monofiléticas, netamente separadas por numerosos caracteres: Asaroideae y Aristolochioideae.
Asaroideae O.C. Schmidt, 1935: Hierbas no trepadoras. Crecimiento simpódico. Flores solitarias, terminales, hipóginas a epíginas, sin constricción (diafragma) separando el perianto del ovario. Perianto no caduco tras la antesis. Contiene dos géneros, que se distinguen como sigue:
- Perianto en 2 verticilos. Carpelos casi apocárpicos. Fruto en plurifolículo de dehiscencia ventral.

Saruma Oliv., 1889. Sudoeste de China.
- Perianto en un verticilo, raramente el verticilo interno presente en forma de estructuras subuladas. Ovario sincárpico. Fruto en cápsula de dehiscencia irregular.

Asarum L., 1753. Holártico.

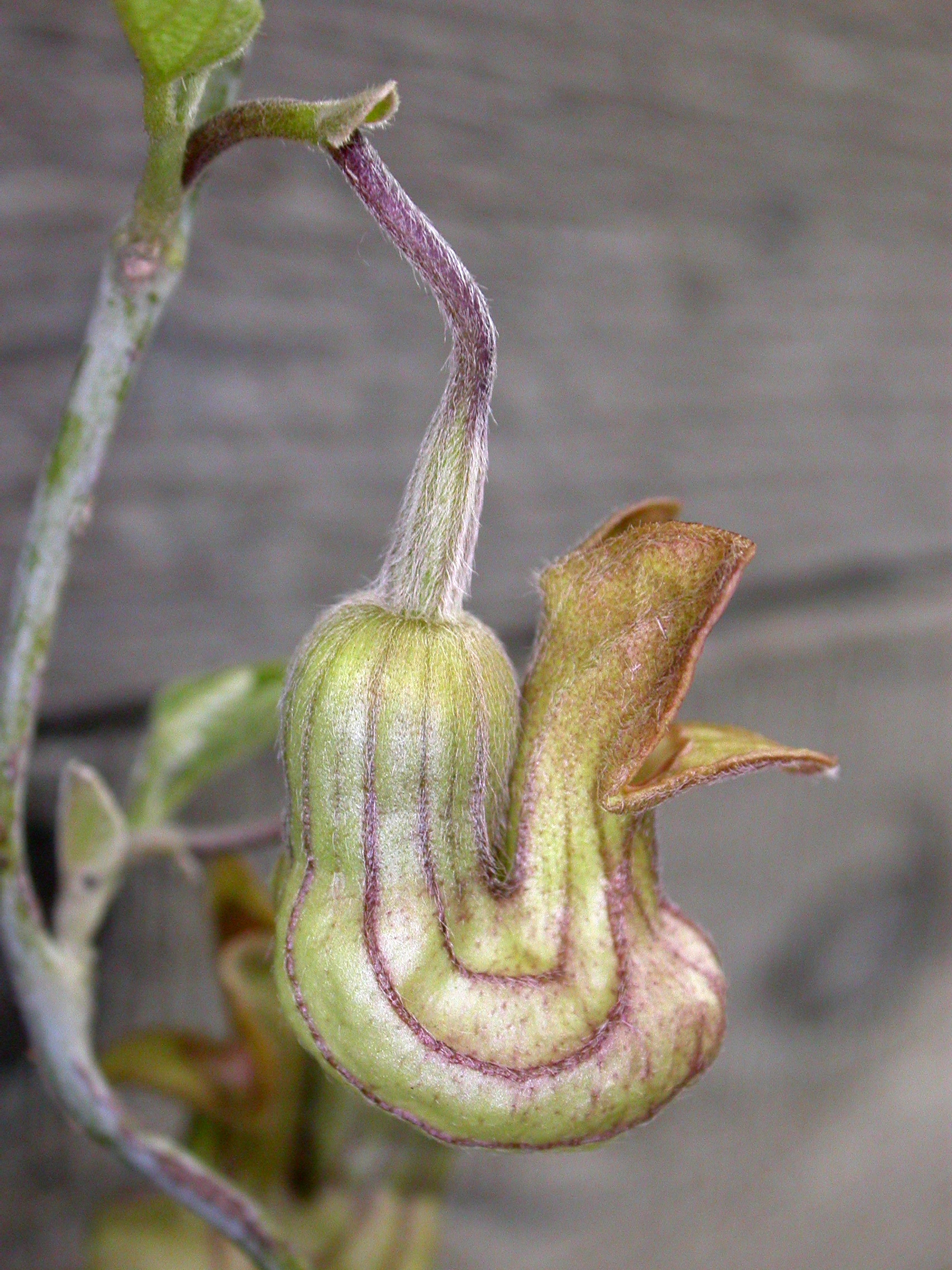
Flor de Isotrema californicum.

Aristolochioideae: Hierbas a plantas leñosas, frecuentemente trepadoras. Crecimiento monopódico. Flores netamente epíginas, con constricción (diafragma) separando el perianto del ovario, si solitarias, no terminales. perianto rápidamente caduco tras la antesis. La división en tribus y subtribus es muy controvertida, pero los datos moleculares permiten distinguir una rama basal (el género Thottea), grupo hermano del resto de la subfamilia, compuesto por dos ramas diferentes, Isotrema + Endodeca y Pararistolochia + Aristolochia. Este último género ha sido tentativamente dividido por algunos autores, pero no se ha alcanzado un consenso general (para más detalles, véase Huber, 1993, en referencias). Se pueden separar los géneros usando la siguiente clave: 
- Perianto actinomorfo. Ovario 4-locular.

Thottea Rottb., 1783. Sur y sudeste de Asia, Indonesia, Malasia, Filipinas.
- Perianto zigomorfo. Ovario 5-6-locular.

- Ginostemo 3-lobulado. Anteras agrupadas por parejas.

- Ginostemo sésil o subsésil, sus segmentos carnosos, grandes. Arbustos o subarbustos erectos o volubles.

Isotrema Raf., 1819. Asia templada y tropical hasta Sumatra y Java, América del Norte y central.
- Ginostemo estipitado, cupular, sus segmentos membranosos, delgados. Hierbas rizomatosas.

Endodeca Raf., 1828. Norteamérica central y oriental.
- Ginostemo 5-12-lobulado. Anteras equidistantes.

- Limbo del perianto 3-lobulado, raramente 6-lobulado. Ginostemo con 6 o más lóbulos. Fruto baya indehiscente, bastante seca y de paredes gruesas.

Pararistolochia Hutch. & Dalziel, 1928. África tropical, sudeste de Asia, Nueva Guinea.
- Limbo del perianto peltado, 2-labiado o cortado oblicuamente. Ginostemo 5-6-lobulado. Fruto cápsula o esquizocarpo.

Aristolochia L., 1753. Subcosmopolita, ausente de climas muy fríos.

## Taxonomía
El género fue descrito por Antoine Laurent de Jussieu y publicado en Genera Plantarum 72–73. 1789.